# Maniola cinerea
Maniola cinerea är en fjärilsart som beskrevs av Cosmovici 1892. Maniola cinerea ingår i släktet Maniola och familjen praktfjärilar. Inga underarter finns listade i Catalogue of Life.